# Priemdeelring
Priemdeelring is een begrip uit de ringtheorie, een deelgebied van de wiskunde.

## Definitie
Zij {\displaystyle R} een ring met eenheidselement, dan is de priemdeelring van {\displaystyle R} de kleinste deelring, die 1 omvat. Dit is de doorsnede van alle deelringen van {\displaystyle R} die 1 omvatten.

## Voorbeelden
- De priemdeelring van {\displaystyle \mathbb {C} ,\mathbb {R} ,\mathbb {Q} } en {\displaystyle \mathbb {Z} } is steeds {\displaystyle \mathbb {Z} }. Iedere priemdeelring van een ring met karakteristiek 0 is isomorf met {\displaystyle \mathbb {Z} }.
- De priemdeelring van {\displaystyle \mathbb {Z} /n\mathbb {Z} } is deze ring zelf. Iedere priemdeelring van een ring met karakteristiek {\displaystyle n} is isomorf met {\displaystyle \mathbb {Z} /n\mathbb {Z} }.
- Voor een gegeven ring {\displaystyle R} is de priemdeelring van de veeltermring {\displaystyle R[X]} dezelfde als de priemdeelring van {\displaystyle R}.

Het priemdeellichaam (Ned) / priemdeelveld (Be) is onder de lichamen / velden met een priemdeelring te vergelijken.